# 日本最漫長的一天
《日本最漫長的一天》（日语：／ Nippon no ichibon nagai hi ?）是終戰七十年之際，由導演原田眞人以宮城事件為背景製作的電影作品，於2015年8月8日在日本上映。本片與1967年由岡本喜八拍攝的《日本最長的一日》都是改編自半藤一利原著的《日本最漫長的一天》（日本のいちばん長い日），並在此書的基礎上加入了同樣由半藤一利原著的《聖斷 昭和天皇與鈴木貫太郎》（聖断 昭和天皇と鈴木貫太郎）及《昭和天皇實錄》（昭和天皇実録）的部份內容。

## 故事概要
1945年第二次世界大戰末期，軸心國成員之一的大日本帝國在海外勢力節節敗退，在日本本土也面臨著東京大空襲、長崎和廣島遭受美國原子彈攻擊。內閣總理大臣鈴木貫太郎和政府內部軍隊商討如何終止戰爭，希望能夠儘早結束災難的昭和天皇在御前會議表明接受《波茨坦條約》，並請日本放送協會製作昭和天皇親口錄製的終戰詔書全文的黑膠唱片，打算在1945年8月15日正午播放。不料15日凌晨，為阻止這段玉音放送的主張本土決戰的日本陸軍軍官，發布軍事動員令控制皇居；叛亂最終被平息，受降的錄音準時播送至日本各地，正式宣告結束戰爭。所謂「最漫長的一日」，就是在昭和天皇宣稱將要無條件投降的那一刻起、到宮城事件叛軍被鎮壓之後的24小時。

## 演員劇組

### 出演名單

#### 主要人物
| 角色       | 身份               | 演員     |
| ---------- | ------------------ | -------- |
| 阿南惟幾   | 陸軍大臣           | 役所広司 |
| 鈴木貫太郎 | 首相               | 山崎努   |
| 迫水久常   | 内閣書記官長       | 堤真一   |
| 畑中健二   | 陸軍少佐、軍事課員 | 松坂桃李 |

#### 朝廷
| 角色       | 身份       | 演員       |
| ---------- | ---------- | ---------- |
| 昭和天皇   | 天皇       | 本木雅弘   |
| 香淳皇后   | 皇后       | 池坊由紀   |
| 木户幸一   | 内大臣     | 矢島健一   |
| 平沼騏一郎 | 枢密院議長 | 金内喜久夫 |
| 藤田尚徳   | 侍從長     | 麿赤兒     |
| 三井安彌   | 侍從       | 植本潤     |
| 入江相政   | 侍從       | 茂山茂     |
| 德川義寬   | 侍從       | 大藏基誠   |
| 戶田康英   | 侍從       | 松島亮太   |
| 永積寅彦   | 侍從       | 岩寺真志   |
| 岡部長章   | 侍從       | 中村靖日   |
| 侍從       | 侍從       | 山田啓二   |
| 蓮沼蕃     | 侍從武官長 | 姉川新之輔 |
| 保科武子   | 女官長     | 宮本裕子   |

#### 内閣
| 角色       | 身份         | 演員       |
| ---------- | ------------ | ---------- |
| 米内光政   | 海軍大臣     | 中村育二   |
| 東鄉茂德   | 外務大臣     | 近童弐吉   |
| 安井藤治   | 国務大臣     | 山路和弘   |
| 左近司政三 | 国務大臣     | 鴨川てんし |
| 下村宏     | 情報局總裁   | 久保酎吉   |
| 松本俊一   | 外務事務次官 | 長澤壮太郎 |

#### 陸軍
| 角色       | 身份                                   | 演員       | 備註      |
| ---------- | -------------------------------------- | ---------- | --------- |
| 梅津美治郎 | 陸軍大將、參謀總長                     | 井之上隆志 |           |
| 田中静壹   | 陸軍大將、東部軍管區司令官             | 木場勝己   |           |
| 高島辰彥   | 陸軍少將、東部軍管區參謀長             | 奥田達士   |           |
| 森赳       | 陸軍中將、近衛師團長                   | 高橋耕次郎 |           |
| 芳賀豐次郎 | 陸軍大佐、近衛師團第二連隊長           | 安藤彰則   |           |
| 東条英機   | 陸軍大將、前首相                       | 中島しゅう |           |
| 杉山元     | 元帥、前陸軍大臣                       | 川中健次郎 |           |
| 土肥原賢二 | 陸軍大將、教育總監                     | 清水一彰   |           |
| 吉積正雄   | 陸軍中將、軍務局長                     | 桂憲一     |           |
| 荒尾興功   | 陸軍大佐、軍事課長                     | 田中美央   |           |
| 林三郎     | 陸軍大佐                               | 柏村榮行   |           |
| 井田正孝   | 陸軍中佐、軍事課員                     | 大場泰正   |           |
| 竹下正彦   | 陸軍中佐、軍事課員、阿南陸軍大臣的妹婿 | 関口晴雄   |           |
| 椎崎二郎   | 陸軍中佐、軍事課員                     | 田島俊彌   |           |
| 白石通教   | 陸軍中佐                               | 本郷壯二郎 |           |
| 古賀秀正   | 陸軍少佐、近衛師團參謀                 | 谷部央年   |           |
| 窪田兼三   | 陸軍少佐、通信學校教官                 | 青山草太   |           |
| 佐佐木武雄 | 陸軍大尉、横賓警備隊長                 | 松山研一   | 特別出演  |
| 上原重太郎 | 陸軍大尉、航空士官學校教官             | 松浦海之介 |           |
| 藤井政美   | 陸軍士官學校附屬大尉                   | 戶塚祥太   | (A.B.C-Z) |

#### 海軍
| 角色       | 身份                 | 演員     |
| ---------- | -------------------- | -------- |
| 豊田副武   | 海軍大將、軍令部總長 | 井上肇   |
| 大西瀧治郎 | 海軍中將、軍令部次長 | 嵐芳三郎 |
| 岡田啓介   | 海軍大將、前首相     | 吉澤健   |

#### 阿南家
| 角色       | 身份             | 演員       |
| ---------- | ---------------- | ---------- |
| 阿南綾子   | 阿南陸軍大臣夫人 | 神野三鈴   |
| 阿南喜美子 | 阿南陸軍大臣次女 | 蓮佛美沙子 |
| 阿南惟正   | 阿南陸軍大臣四男 | 三船力也   |
| 阿南惟道   | 阿南陸軍大臣五男 | 稻田都亞   |
| 秋富       | 阿南喜美子未婚夫 | 渡邊大     |

#### 鈴木家
| 角色     | 身份                     | 演員       |
| -------- | ------------------------ | ---------- |
| 鈴木たか | 鈴木首相夫人             | 西山知佐   |
| 鈴木一   | 首相秘書官、鈴木首相長男 | 小松和重   |
| 鈴木布美 | 鈴木一之妻               | 小野愛寿香 |
| 鈴木孝雄 | 鈴木首相之弟             | 福本清三   |

#### 日本放送協會
| 角色     | 身份                   | 演員       | 備註     |
| -------- | ---------------------- | ---------- | -------- |
| 館野守男 | NHK廣播員              | 野間口徹   |          |
| 保木玲子 | NHK廣播局員工 保木令子 | 戸田恵梨香 | 特別出演 |

#### 其他
| 角色 | 身份               | 演員     |
| ---- | ------------------ | -------- |
| 絹子 | 陸軍大臣官邸の女中 | 木村綠子 |

### 劇組團隊
- 導演・劇本：原田真人
- 製作總指揮：迫本淳一
- 執行製作人：關根真吾、豊島雅郎
- 製作人：榎望、新垣弘隆
- 攝影：柴主高秀
- 美術：原田哲男
- 音樂：富貴晴美
- 編輯：原田遊人
- 特效：オダイッセイ
- 企劃協力：東宝映画、文藝春秋
- 協力：防衛省・海上自衛隊
- 特別合作：京都府
- 製作公司：松竹撮影所
- 發行：アスミック・エース、松竹
- 製作：《日本最漫長的一天》製作委員會、松竹、アスミック・エース、朝日電視臺、木下グループ、WOWOW、巌本金属、讀賣新聞社、中日新聞社）

## 原聲帶
| 曲序 | 曲目                                                  |
| ---- | ----------------------------------------------------- |
| 1    | 日本のいちばん長い日                                  |
| 2    | 曇色の組閣                                            |
| 3    | 正義の道しるべ                                        |
| 4    | 敗北を抱きしめて-Embracing Defeat-                    |
| 5    | 大義あり                                              |
| 6    | 聖断                                                  |
| 7    | 和平の希求                                            |
| 8    | 覚悟の礎                                              |
| 9    | 平和への咆哮                                          |
| 10   | 辞世の句                                              |
| 11   | 真の教え                                              |
| 12   | 対立の向こうに咲く花                                  |
| 13   | 国を思う情熱                                          |
| 14   | あふれ出す熱き血潮                                    |
| 15   | 司令                                                  |
| 16   | 苦渋の決断                                            |
| 17   | 宣言受諾                                              |
| 18   | 曙光の武士                                            |
| 19   | 名誉の自決                                            |
| 20   | 偽命令の行方                                          |
| 21   | 祖国への愛                                            |
| 22   | 夜明け前のヒカリ                                      |
| 23   | 家族                                                  |
| 24   | 終戦                                                  |
| 25   | 終わりという始まり                                    |
| 26   | Last Dance                                            |
| 27   | 希望                                                  |
| 28   | 敗北を抱きしめて –Enbracing Defeat- ~Piano Solo Ver.~ |

## 評價受賞

### 第40回報知電影獎[3]
| 編號 | 獲頒獎項   | 受賞人   |
| ---- | ---------- | -------- |
| 1    | 助演男優賞 | 本木雅弘 |

### 第28回日刊體育電影大獎[4]
| 編號 | 獲頒獎項     | 受賞人   |
| ---- | ------------ | -------- |
| 1    | 石原裕次郎賞 |          |
| 2    | 監督賞       | 原田眞人 |
| 3    | 助演男優賞   | 本木雅弘 |

### 第89回電影旬報十佳獎[5][6]
| 編號 | 獲頒獎項   | 受賞人   |
| ---- | ---------- | -------- |
| 1    | 助演男優賞 | 本木雅弘 |

### 第39回日本電影金像獎[7]
| 編號 | 獲頒獎項       | 受賞人             |
| ---- | -------------- | ------------------ |
| 1    | 優秀作品賞     |                    |
| 2    | 優秀監督賞     | 原田眞人           |
| 3    | 優秀脚本賞     | 原田眞人           |
| 4    | 優秀主演男優賞 | 役所広司           |
| 5    | 優秀助演男優賞 | 本木雅弘           |
| 6    | 優秀音楽賞     | 富貴晴美           |
| 7    | 優秀撮影賞     | 芝主高秀           |
| 8    | 優秀照明賞     | 宮西孝明           |
| 9    | 優秀美術賞     | 原田哲男           |
| 10   | 優秀録音賞     | 照井康政、矢野正人 |
| 11   | 優秀編集賞     | 原田遊人           |

## 發行年表
- 2015年5月20日：劇組於東京都內コンラッド東京舉辦完成報告記者會[8]
- 2015年7月15日：在終戰紀念日前一個月舉辦完成披露試映會[9]
- 2015年8月8日：完整版電影於日本全國各地戲院上映播出
- 2015年8月27日：中文字幕版於香港上映
- 2015年10月18日：於美國芝加哥影展首次海外播映
- 2015年11月13日：夏威夷影展也上映播放
- 2016年1月18日：榮獲日本電影金像獎11座獎項榮譽

## 來源參考
1. ↑  許哲寧. . Plurk. 2015年4月14日  [2016年1月19日]. （原始内容存档于2017年2月22日） （中文（臺灣））. 究竟日本是如何果斷做出決定，在二次大戰之末，無條件接受「波茨坦宣言」投降？八月即將上映的電影《日本のいちばん長い日》故事描述的正是這個不為人知的背景：1945年8月15日的前一天「日本最長的一日」，天皇、內閣、與將領們的激烈拉鋸。
2. ↑  林兆彬. . 主場博客. 2015年8月24日  [2016年1月19日]. （原始内容存档于2021年1月22日） （中文（香港））. 故事改編自昭和史研究學者半藤一利的小說，是繼1967年之後，第二次被搬上大銀幕。講述在太平洋戰爭末期（1945年），英、美、中三國所發起的波茨坦宣言要求日本無條件投降，並表示如果日本不肯投降的話，盟軍將進攻日本。所謂的「最長的一日」，是指昭和天皇向鈴木貫太郎內閣宣告日本要無條件投降，引起日本陸軍少壯派軍官的不滿。在1945年8月14至15日，他們企圖發動政變，奪走天皇宣告無條件投降的錄音唱片「天皇玉音」，阻止日本投降。
3. ↑  . 體育報知. 2015-11-26  [2015-11-26]. （原始内容存档于2015-11-26）.
4. ↑  . 日刊スポーツ. 2015-12-08  [2015-12-08]. （原始内容存档于2020-09-23）.
5. ↑  . 映画ナタリー. 2016-01-08  [2016-01-08]. （原始内容存档于2019-11-11）.
6. ↑  . KINENOTE.   [2016-01-08]. （原始内容存档于2019-12-27）.
7. ↑  . 日本アカデミー賞公式サイト.   [2016-01-18]. （原始内容存档于2016-01-18）.
8. ↑  . 日本のいちばん長い日. 2015年5月21日  [2016年1月19日]. （原始内容存档于2015-08-17） （日语）. この度、8月8日（土）の全国公開を前に主演の役所広司、本木雅弘、松坂桃李、堤真一、そして原田眞人監督が登壇しての本作の完成報告会見を5/20（水）にコンラッド東京で実施致しました。
9. ↑  . 日本のいちばん長い日. 2015年7月16日  [2016年1月19日] （日语）. このたび、8月8日（土）の全国公開を前に、7月15日（水）に丸の内ピカデリー１にて主演の役所広司、本木雅弘、松坂桃李、そして原田眞人監督が登壇してのレッドカーペットセレモニー＆完成披露試写会舞台挨拶を実施いたしました。[永久]

## 外部連結
- 《日本最漫長的一天》的官方網站 （页面存档备份，存于）（日語）
- 日本最漫長的一天的Facebook專頁（日語）
- 日本最漫長的一天的X（前Twitter）（日語）
- 日本最漫長的一天 - allcinema（日語）
- 日本最漫長的一天 - KINENOTE（日語）
- 互联网电影数据库（IMDb）上《日本最漫長的一天》的资料（英文）